# Mautilu
Mautilu ist ein osttimoresischer Ort im Suco Meligo (Verwaltungsamt Cailaco, Gemeinde Bobonaro). Er liegt im Norden der Aldeia Berleu, auf einer Meereshöhe von 232 m. Eine kleine Straße verbindet Mautilu mit dem Dorf Berleu im Westen und Mabutease im Osten.